# María Teresa Rivera
María Teresa Rivera es una  activista que trabaja por el derecho al aborto.  Nacida en El Salvador, fue sentenciada a 40 años en prisión por homicidio agravado en 2011 después de haber sufrido un aborto. Cumplió 4 años y medio de condena antes de ser liberada. En marzo de 2017, a Rivera y a su hijo de 12 años la Agencia de Migración sueca les concedió asilo  al temer que la fiscalía apelara su puesta en libertad pudiendo volver a llevarla a prisión.
Desde 1988 existe una prohibición total de aborto en El Salvador. Otros cinco países latinoamericanos tienen prohibiciones  similares, incluyendo Chile, Haití, Honduras, Nicaragua y Surinam.
Defiende los Derechos Reproductivos Sexuales  en EI Salvador desde Suecia, con  Amnistía Internacional Suecia entre otros.

## Primeros años
Rivera es de un pueblo pequeño llamado La Libertad. Durante la Guerra Civil, su madre desapareció; Rivera tenía entonces 8 años. Una noche, cuando tenía 8 años, Rivera fue atacada y violada por un extraño. Después de este incidente, ella y su hermano fueron a vivir en un orfanato cerca de la capital. Terminó sus estudios de instituto  y trabajó en fábricas y comercios. En mayo de 2005, dio a luz a un niño. La relación entre Rivera y el padre de su hijo se rompió debido a violencia doméstica. Rivera y su ex-suegra mantuvieron una estrecha relación para criar al niño juntas.

## Juicio
El juez en el caso de Rivera apuntó dos evidencias antes de dar un veredicto culpable. El jefe de fábrica de Rivera dio testimonio de cómo Rivera  le confió en enero de 2011 su sospecha de que estaba embarazada. El juez concluyó que Rivera era, por tanto, consciente de su embarazo. El informe de autopsia de la criatura declaraba que la criatura había llegado a término y que había muerto de asfixia prenatal. El juez infirió que se trataba de asfixia intencionada. Sentenció a Rivera a 40 años de cárcel. Rivera apeló la decisión del juez, alegando que si hubiera sabido que estaba embarazada, habría hecho todo lo posible por proteger al bebé.

## Prisión
Rivera era conocida como "asesina de bebés" en la abarrotada prisión. Allí, realizaba trabajos  como limpiar lavabos y recoger basura para ganar algún dinero. Durante su tiempo en prisión,  vio a su hijo dos veces. El CFDA montó un defensa legal en contra el encarcelamiento de Rivera pero estas apelaciones fueron rechazadas. Según  Amnistía Internacional, Rivera compartió celda con 250 personas. El 20 de mayo de 2016,  fue liberada de prisión siguiendo una decisión del tribunal a anular su condena.

## Después de la prisión
Sobre su liberación, dio las gracias a los seguidores de Amnistía Internacional por hacer campaña para su liberación;
" He estado compartiendo mi experiencia con otros – y dando  gracias a Dios que no estoy allí [en prisión] más. Estoy muy agradecidoa a cada hombre y mujer que ha estado siguiendo mi caso, con aquella vela encendida, y que esperaba que  fuera libre. Aquello me dio tanta fuerza, porque si tenían fe fuera, tenía que tenerla yo también. En El Salvador se ha hecho justicia, y esto necesita pasar otra vez con mi "compañeras". Le pido a todo el mundo - hombres y mujeres que han seguido mi caso – que las apoyen. También me uniré a ustedes. No tengo medios económicos, pero  tengo la fuerza moral para ayudarles a sentirse fuertes manteniendo viva la esperanza de que también serán libres, y que se les hará justicia."
26 mujeres han sido encarceladas por inducir abortos y estás cumpliendo entre 30 y 40 años de prisión. Estos casos, algunos de ellos conocidos como "Las 17", ha recibido atención de medios de comunicación en El Salvador e internacionalmente. Ella fue la tercera mujer de "Las 17" en ser liberada.
Después de su liberación encontró difícil conseguir trabajo pues era conocida como "asesina de bebés". El fiscal general dijo que la decisión de liberar a María Teresa Rivera sería apelada.
Las autoridades suecas concedieron a Rivera asilo el 17 de marzo de 2017. Fue la primera persona con asilo concedido en Suecia basado en la persecución sufrida al desafiar una prohibición de aborto. El gobierno sueco concedió a Rivera y su hijo un alojamiento .